# Iuliana Buhuș
Iuliana Buhuș (n. 4 iulie 1995, Bârlad, Vaslui, România) este o canotoare română. A reprezentat România la Jocurile Olimpice de vară din 2020 de la Tokyo.
La Campionatele Europene din 2018 a câștigat medalia de argint. În 2020 a devenit campioană europeană împreună cu Adriana Ailincăi la proba de dublu rame și la Campionatele Europene din 2021 și 2022 a câștigat medalia de argint.